# Myggbotjärnen
Myggbotjärnen är en sjö i Forshaga kommun i Värmland och ingår i Göta älvs huvudavrinningsområde.